# Phidippus insignarius
Phidippus insignarius är en spindelart som beskrevs av Koch C.L. 1846. Phidippus insignarius ingår i släktet Phidippus och familjen hoppspindlar. Inga underarter finns listade i Catalogue of Life.